# Curling nos Jogos Olímpicos de Inverno da Juventude de 2012
O torneio de curling nos Jogos Olímpicos de Inverno da Juventude de 2012 foi realizado no Innsbruck Exhibition Centre, em Innsbruck, Áustria. Diferentemente dos Jogos Olímpicos de Inverno, nos Jogos da Juventude foram disputadas apenas provas mistas. O evento de equipes mistas aconteceu entre 14 e 18 de janeiro e o de duplas mistas entre 20 e 22 de janeiro.

## Calendário
| Janeiro | 13 | 14 | 15 | 16 | 17 | 18 | 19 | 20 | 21 | 22 |
| ------- | -- | -- | -- | -- | -- | -- | -- | -- | -- | -- |
| Curling |    |    |    |    |    | 1  |    |    |    | 1  |

|  | Dia de competição |  | Dia de final |

## Eventos
- Torneio de equipes mistas do mesmo CON (16 equipes)
- Torneio de duplas mistas de CONs distintos (32 duplas)

## Classificados
Estes foram os CONs classificados para a disputa do curling nos Jogos Olímpicos de Inverno da Juventude de 2012. Cada CON escolherá os quatro atletas que integrarão a equipe mista de seu país.
| - GER Alemanha - AUT Áustria (país-sede) - CAN Canadá - CHN China - KOR Coreia do Sul - USA Estados Unidos - FIN Finlândia - GBR Grã-Bretanha | - ITA Itália - JPN Japão - NOR Noruega - NZL Nova Zelândia - CZE Chéquia - RUS Rússia - SWE Suécia - SUI Suíça |

## Medalhistas
| Evento                  | Ouro                                                             | Prata                                                                    | Bronze                                                            |
| ----------------------- | ---------------------------------------------------------------- | ------------------------------------------------------------------------ | ----------------------------------------------------------------- |
| Equipes mistas detalhes | Suíça (SUI) Michael Brunner Elena Stern Romano Meier Lisa Gisler | Itália (ITA) Amos Mosaner Denise Pimpini Alessandro Zoppi Arianna Losano | Canadá (CAN) Thomas Scoffin Corryn Brown Derek Oryniak Emily Gray |
| Duplas mistas detalhes  | Michael Brunner SUI Suíça Nicole Muskatewitz GER Alemanha        | Martin Sesaker NOR Noruega Kim Eun-bi KOR Coreia do Sul                  | Korey Dropkin USA Estados Unidos Marina Verenich RUS Rússia       |

## Quadro de medalhas
| Ordem | País         | Medalha de ouro | Medalha de prata | Medalha de bronze |   | Ordem por total |
| ----- | ------------ | --------------- | ---------------- | ----------------- | - | --------------- |
| 1     | Suíça (SUI)  | 1               | 0                | 0                 | 1 | 1               |
| 2     | Itália (ITA) | 0               | 1                | 0                 | 1 | 1               |
| 3     | Canadá (CAN) | 0               | 0                | 1                 | 1 | 1               |
| Total | Total        | 1               | 1                | 1                 | 3 | -               |